# Marta Zabaleta
Marta  Raquel Zabaleta sinh tại Alcorta, Argentina năm 1937. Bà là một người lưu vong từ Chile và Argentina và đã sống ở Anh từ năm 1976. Bà là một nhà kinh tế học, nhà khoa học xã hội, nhà văn, nhà thơ, nhà viết luận, học giả và là nhà xúc tiến văn hóa. Bà đồng thời là mẹ của Yanina Andrea Hinrichsen và Tomás Alejo Hinrichsen Zabaleta.
Bà tốt nghiệp với tư cách là một Kế toán công cộng Quốc gia và là một Chuyên gia phân vùng (tại National University of the Littoral năm 1960). Chuyên môn học thuật của bà là về sự phát triển kinh tế và xã hội của Mỹ Latinh (Santiago, ESCOLATINA, Đại học Chile, Santiago,1963-4), và bà có bằng tiến sĩ về Nghiên cứu Phát triển (tại Viện Nghiên cứu Phát triển, IDS, Đại học Sussex vào năm 1989). Thiên hướng sớm về chủ nghĩa nhân đạo và nữ quyển của bà khiến bà bị bỏ tù bởi các chế độ quân sự của Tướng  Juan Domingo Perón (1954) tại Argentina và Tướng Augusto Pinochet (1973) ở Chile. Bà được hồi hương theo nghị định của Tổng thống Argentina vào năm 1973 và  bị trục xuất bởi chính phủ thực quyền dưới thời Jorge Rafael Videla (1976), đích đến là Vương quốc Anh.
Bây giờ khi đã "cao" tuổi, Zabaleta tự hào vì ý chí của bà đã không bị bẻ gãy bất chấp bị ngược đãi dữ dội trong cuộc đấu tranh của bà cho một thế giới bình đẳng hơn.

## Sách học thuật
- 2000. Feminine Stereotypes and Roles in Theory and Practice in Argentina Before and After the First Lady Eva Peron. Lewiston, N.Y.; Queenston, Ontario; Lampeter, Wales: The Edwin Mellen Press, 2000. 405 pages. ISBN 0-88946-488-X0-88946-488-X.
- 2002. El cuerpo importa (The body matters), CESLA Magazine, University of Warwsaw.
- 1993. Women in Argentina: Myths, Realities and Dreams. CHANGE report No 19, Londres.